# 天槍一
天槍一（Kappa Boötis，κ Boo，κ Boötis）是在星座牧夫座的一對雙星。它的傳統名稱是Asellus Tertius /əˈsɛləs ˈtɜːrʃiəs/（拉丁文的意思是「第三隻驢子」），在佛蘭斯蒂德命名法稱為牧夫座17。兩顆星相隔的角距離為13.5弧秒，小望遠鏡就可以觀看。天槍一距離地球大約155光年。

## 命名法
牧夫座κ2是這對恆星中較亮的恆星，也被指定為HD 124675，而牧夫座κ1是HD 124674。在亮星星表中，這兩顆恆星共享編號HR 5328，但在依巴谷星表中有各別的項目：HIP 69483和HIP 69481。

## 性質

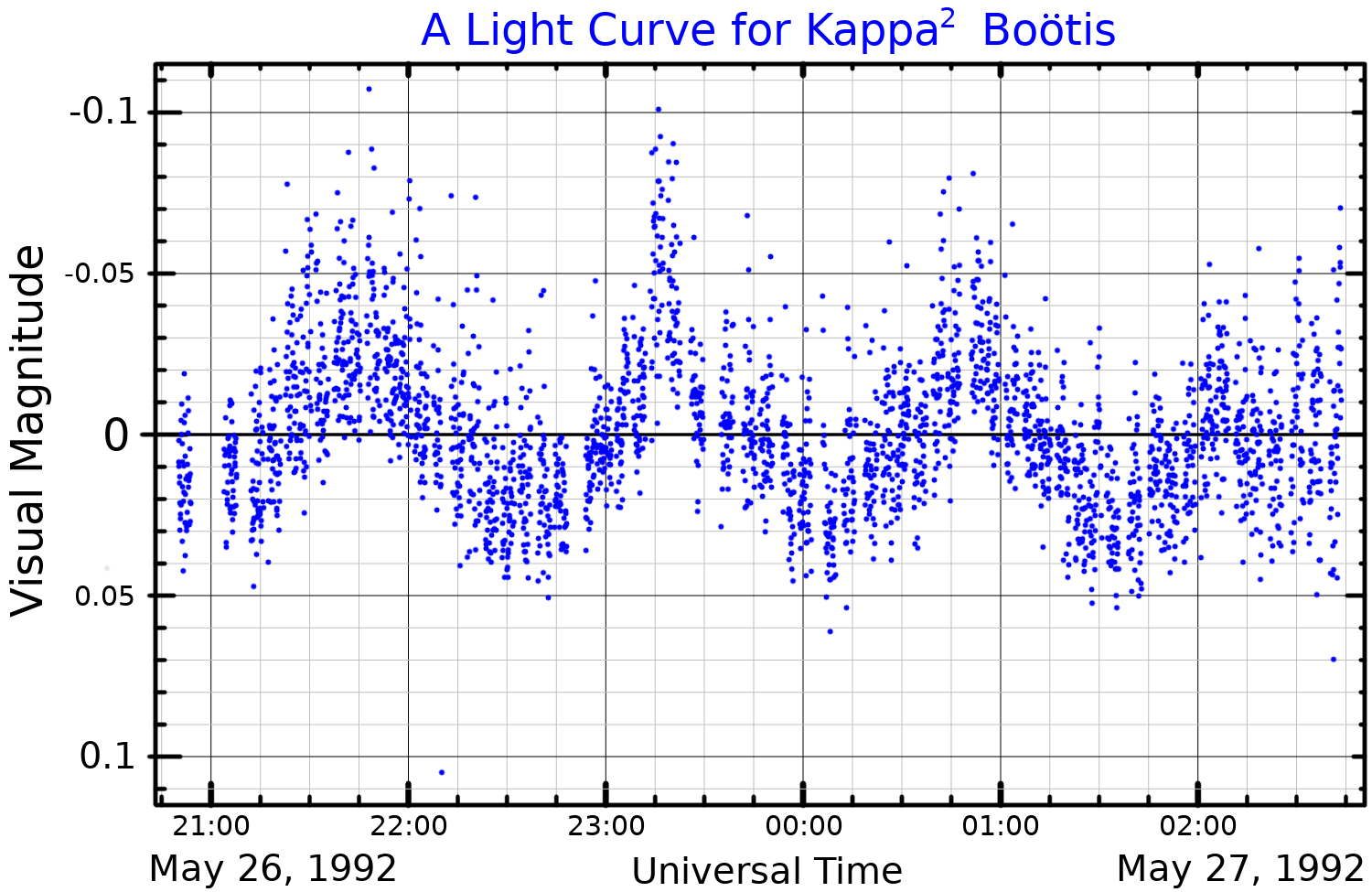
牧夫座κ^{2} 可見光波段的光變曲線，改編自Frandsen 等人（1995）。

牧夫座κ1是光譜聯星的恆星系統。可見的主星是一顆F2主序帶恆星，而伴星的質量只有F2的一半，而且要暗淡得多。
牧夫座κ2是一顆分類為盾牌座δ型的變星，週期為1.08小時，變光幅度在 +4.50至 +4.58等。它是一顆略微進化的A8次巨星。
一顆距離近兩弧分的17等恆星已被確定為多重系統的成員，估計軌道週期為177,000年。它本身是一對緊密的雙星，在週期234年的軌道上有兩顆相似的低質量恆星。

## 詞源
這顆恆星，連同其它「Aselli」（牧夫座ι和牧夫座θ）以及牧夫座λ，是「Aulād al Dhiʼbah」（“أولاد الضّباع”-“awlād al-ḍibā”），「土狼（鬣狗科）的幼獸」。
在中國，稱為天槍 ()，意思是天矛，指的是由牧夫座κ（實際上是牧夫座κ2）、牧夫座ι和牧夫座θ組成的星群。因此，牧夫座κ本身的中文名為天槍一 （英語：。）。

## 外部連結
- HR 5329 （页面存档备份，存于）
- HR 5328 （页面存档备份，存于）
- CCDM J14135+5147 （页面存档备份，存于）
- Image Kappa Boötis